# NDE1
El homólogo 1 de la proteína de distribución nuclear nudE es una proteína que en humanos está codificada por el gen NDE1. Este gen es equerido para la duplicación del centrosoma y la formación y función del huso mitótico, siendo esencial para el desarrollo de la corteza cerebral. También puede regular la producción de neuronas controlando la orientación del huso mitótico durante la división de los progenitores neuronales corticales de la zona ventricular proliferativa del cerebro.

## Significación clínica
Las mutaciones en ambas copias de NDE1 causan microlissencefalia tipo 4.